# Tre Kronor (slot)
 For alternative betydninger, se Tre Kronor. (Se også artikler, som begynder med Tre Kronor)
Tre Kronor var et slot i Stockholm, Sverige. Det opstod i middelalderen og fik sit navn efter de kroner, som Johan III satte på toppen af et af tårnene. Karl XI gav Nicodemus Tessin den yngre til opgave at bygge et nyt slot, som stod færdigt, da kongen døde i 1697. Kongens lig lå til skue i bygningen, da en brand udbrød. Hele slottet, både nyt og gammelt, nedbrændte. Rigsarkivet og centralforvaltningen mistede mere end 18.000 bøger og 1.100 manuskripter, og det anslås at cirka 80 procent af de svenske middelaldermaterialer gik tabt i branden.